# デュアン・フェルドマン
デュアン・フェルドマン（Duane Feldtman　1987年4月22日- ）は南アフリカ共和国出身の野球選手。ポジションは外野手。右投右打。
2006年のWBCでは、若手を多く選びたいというマグナンテ監督の意向で南アフリカ代表に18歳で選出されたが出場機会はなかった。